# Affaire Hildebrand

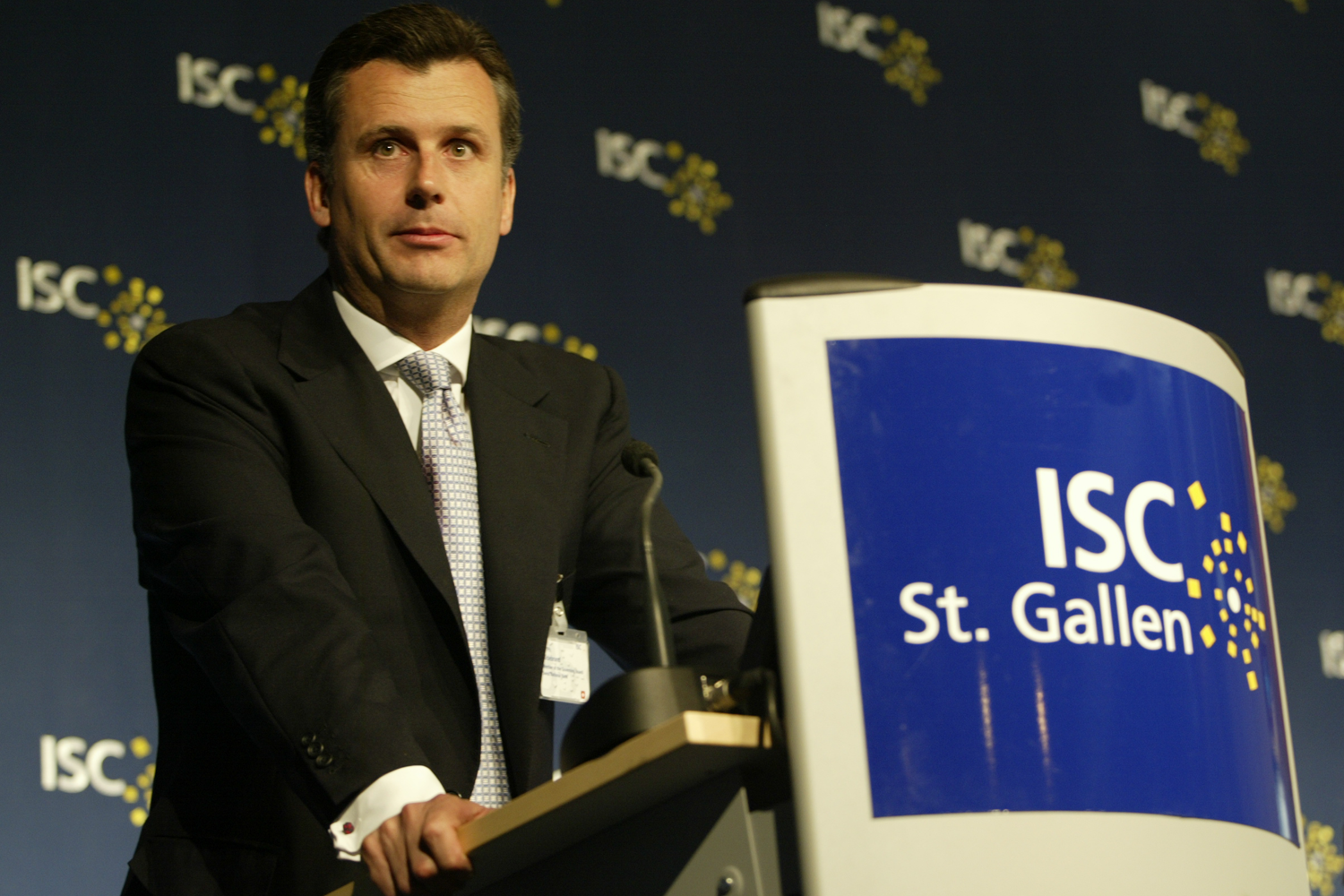
Philipp Hildebrand au forum de St. Gallen

 (janvier 2012).
L'affaire Hildebrand est une affaire politique et économique qui s’est déroulée en Suisse pendant le mois de janvier 2012. Elle implique le directeur de la Banque nationale suisse Philipp Hildebrand et son épouse Kashya Hildebrand. Des accusations de délit d'initié ont conduit à la démission de Philipp Hildebrand de son poste : celui-ci et sa femme auraient en effet exploité les informations qu'il détenait sur la politique monétaire suisse du fait de sa position privilégiée — notamment sur la prochaine fixation d'un taux plancher de l'euro par rapport au franc suisse — pour spéculer sans risques sur les devises, par des achats et reventes sur le Forex.

## Chronologie

### Inflation
Le 6 septembre 2011, confrontée  à l'accroissement du franc suisse, la Banque nationale suisse fixe un taux plancher de l'euro à 1.20 franc suisse. Le journaliste économiste Nicolas Rossé qualifie cette décision, destinée à juguler l'inflation et appliquée drastiquement à la régulation des devises, comme étant : « rarissime » et « risquée ». Ce même jour, Philipp Hildebrand, membre du directoire de la BNS, fait une déclaration publique, confirmant ainsi l'établissement du taux plancher précité

### Banque Sarasin
Le 11 novembre 2011, un collaborateur de la banque Sarasin rencontre l'avocat et conseiller d'État thurgovien Hermann Lei pour lui remettre des captures d'écran du compte bancaire de Philipp Hildebrand ; ce dernier fait suivre ces documents au parlementaire Christoph Blocher. Le 15 décembre 2011, Christoph Blocher transmet ces informations au Conseil fédéral. Le 23 décembre 2011, Christoph Blocher tient une séance spéciale pendant laquelle la Banque nationale suisse (BNS) les informe que les rumeurs d'enrichissement personnel sont fausses.

### Révélations

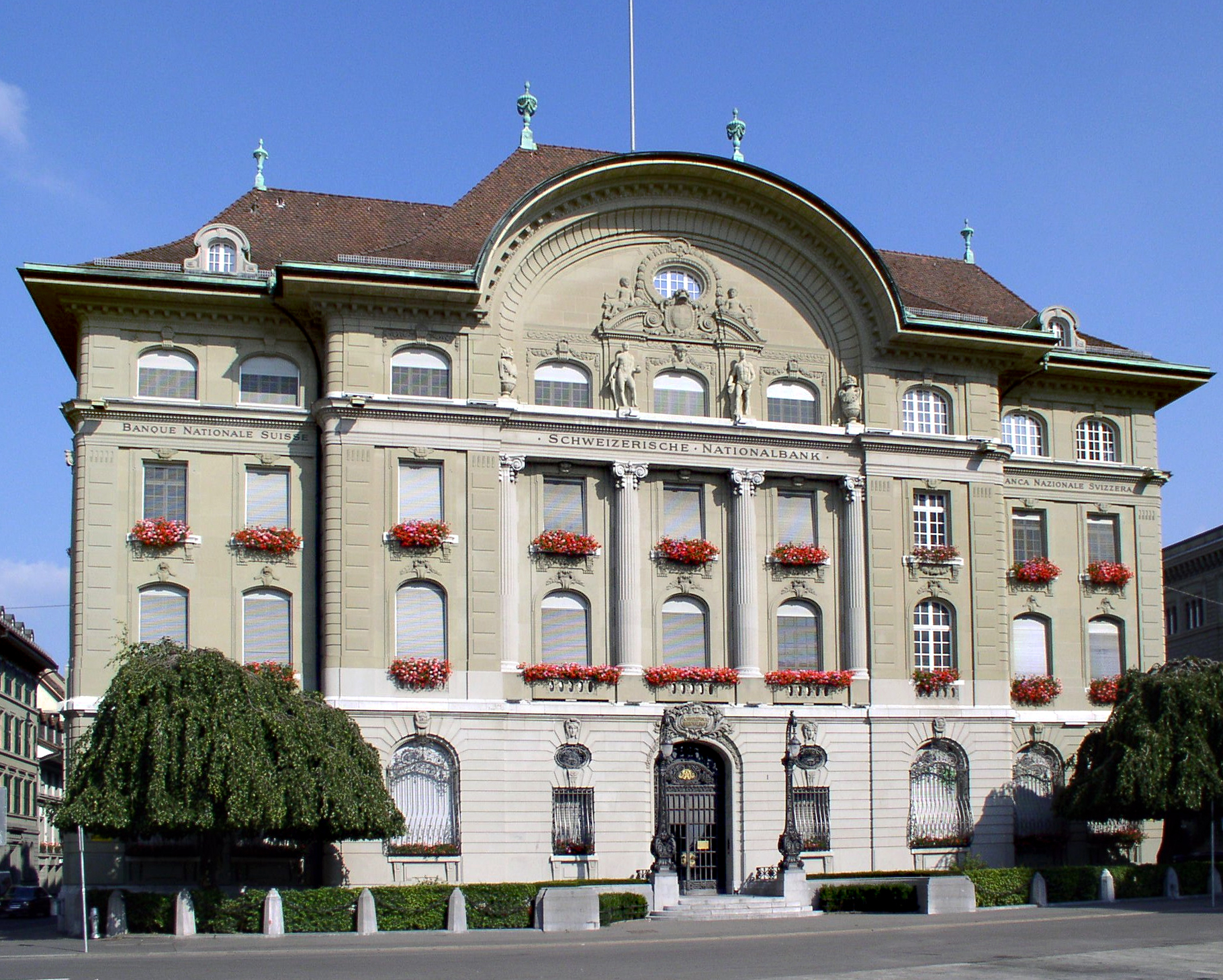
Le siège de la Banque nationale suisse, à Berne.

Le 1er janvier 2012, l'affaire Hildebrand est rendue publique dans la presse dominicale. Philipp Hildebrand y est soupçonné d'être impliqué dans une forme de délit d'initié qui le rendrait coupable d'avoir enfreint le devoir de réserve auquel l'astreint son poste de directeur de la BNS, alors que son nom et celui de son épouse Kashya Hildebrand apparaissent dans deux transactions d'achats et de reventes de devises sur le Forex, dont les montants se chiffrent respectivement à 1 173 000 USD le 10 mars 2011 et à 504 000 USD le 15 août 2011,,.

### Répercussions
Le 9 janvier 2012, Philipp Hildebrand affirme qu'il préfère dès lors se retirer, bien que rien ne puisse lui être reproché au regard de la législation suisse en la matière,, au vu du déficit de crédibilité qu'ont engendré ces transactions. Il pense en effet ne plus être à même de remplir son rôle conformément à son mandat dans de telles conditions. Le quotidien Blick contredit cette version en dévoilant que c'est le conseil de la banque lui-même qui a contraint Philipp Hildebrand à la démission,.
Philipp Hildebrand démissionne aussi de la vice-présidence du Conseil de stabilité financière, poste qu'il occupait depuis novembre 2011. Il annonce également qu'il va quitter tous ses mandats liés à sa fonction dans des organes internationaux, à l'exception de sa participation au think tank Group of Thirty.
Le 13 janvier 2012, l'avocat Hermann Lei fait l'objet de l'attention des autorités judiciaires, en raison des problèmes de violation potentielle du secret bancaire entraînés par son rôle d'intermédiaire dans la divulgation de données confidentielles dérobées : une enquête pénale est ouverte à son encontre, ainsi qu'à celle de son collègue Claudio Schmidt. L'informaticien ayant confié à Hermann Lei des données originellement soustraites à la banque Sarasin porte plainte à son tour contre son avocat, pour violation du secret de fonction,,.
Le 22 janvier 2012, l'informateur qui a soustrait les données de la banque Sarasin donne sa version des faits et dénonce les pressions qu'il aurait subies de la part de Christoph Blocher, le Conseiller national de l'Union démocratique du centre.
Le 23 janvier 2012, le directeur du Contrôle fédéral des finances Kurt Grüter et le vice-directeur Michel Huissoud — tous deux chargés par le Conseil fédéral, en qualité d'experts, de procéder à un examen déontologique des divers paramètres en cours — confirment leurs conclusions précédentes émises le 21 décembre 2011 qui, d'après leur verdict, attesteraient du fait que Philipp Hildebrand aurait respecté les règles d'usage de la BNS, ce qui le blanchirait ainsi de toute infraction réglementaire. Selon Michel Huissoud, cela n'aurait pu constituer un problème que si Philipp Hildebrand avait lui-même passé l'ordre de bourse ; or, il aurait agi correctement en prévenant tout d'abord le service de compliance de la BNS qui lui a ensuite donné le feu vert. Ainsi, toujours d’après Michel Huissoud, au vu des dimensions que l'affaire a prises, ce service aurait pu lui ordonner d'extourner l'achat de devises. Le porte parole du Conseil fédéral André Simonazzi confirme la teneur du rapport précité. Par ailleurs, la banque Sarasin adresse une plainte au Conseil suisse de la presse contre l'hebdomadaire Die Weltwoche, lui reprochant un article qui, selon elle, outre d'avoir « insuffisamment évalué son unique source qui a rendu publique l'affaire Hildebrand », serait également « entaché d'erreurs en lien avec la violation du secret bancaire » et aurait ainsi « injustement nui à la réputation de son établissement, ainsi qu'à celle du conseiller en clientèle que le journal cite comme source ».

### Médias
Le 10 janvier 2012, lors de son émission hebdomadaire « Infrarouge », diffusée en direct, la Radio télévision suisse ouvre un débat contradictoire, réunissant plusieurs personnalités autour de « l'affaire Hildebrand ».
Le 13 janvier 2012, le cinéaste suisse Jacob Berger revient sur l'affaire Hildebrand dans sa « chronique du cinéaste ».